# Jazeneuil
Jazeneuil est une commune du Centre-Ouest de la France, située dans le département de la Vienne en région Nouvelle-Aquitaine.

## Géographie

### Hydrographie

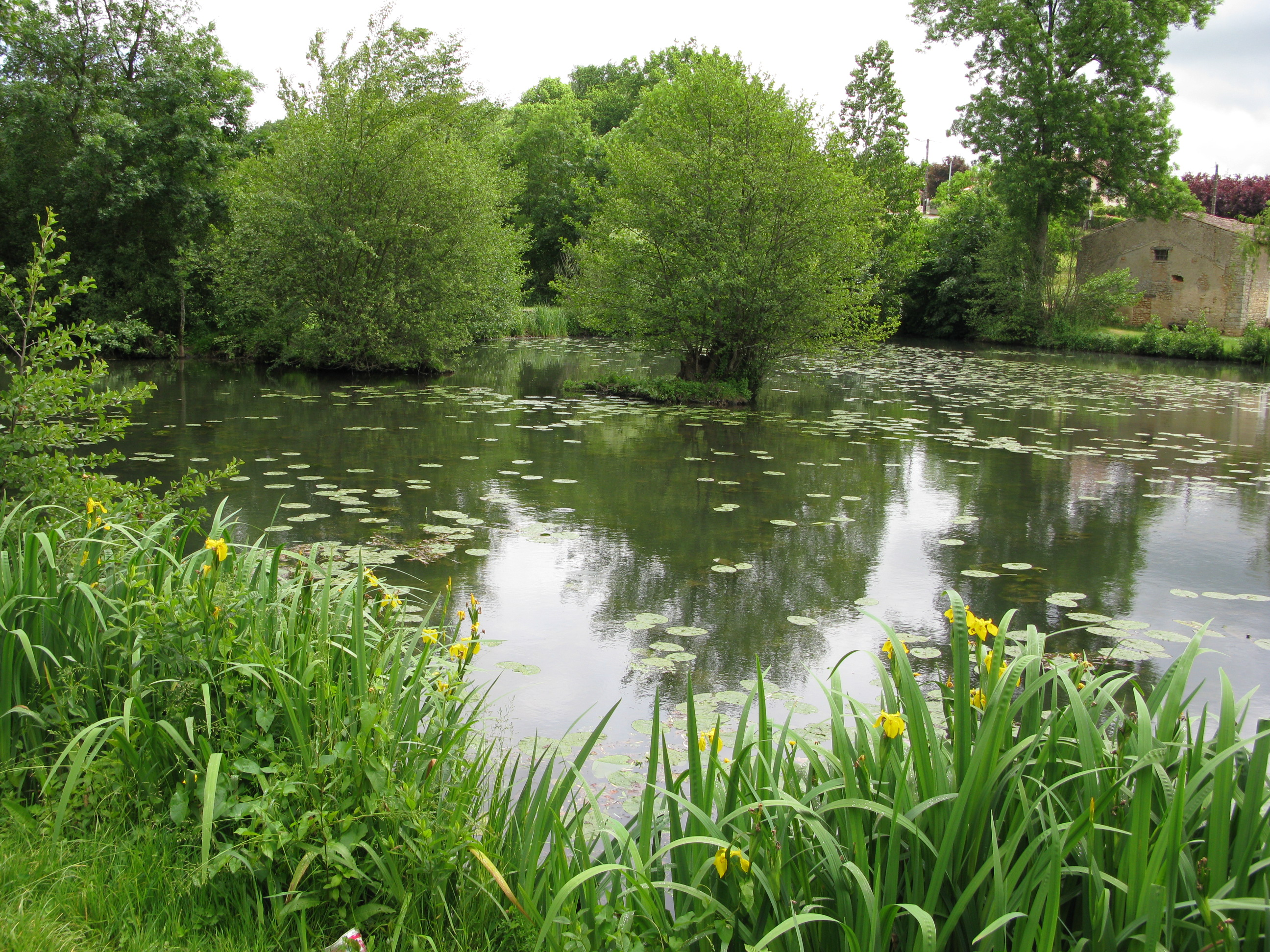
La Vonne à Jazeneuil.

La commune est traversée par la Vonne.

### Climat
Pour des articles plus généraux, voir Climat de la Nouvelle-Aquitaine et Climat de la Vienne.
Historiquement, la commune est exposée à un climat océanique du nord-ouest.  
En 2020, Météo-France publie une typologie des climats de la France métropolitaine dans laquelle la commune est dans une zone de transition entre le climat océanique et le climat océanique altéré et est dans la région climatique  Poitou-Charentes, caractérisée par un bon ensoleillement, particulièrement en été et des vents modérés.
Pour la période 1971-2000, la température annuelle moyenne est de 11,8 °C, avec une amplitude thermique annuelle de 14,3 °C. Le cumul annuel moyen de précipitations est de 806 mm, avec 11,7 jours de précipitations en janvier et 7 jours en juillet. Pour la période 1991-2020, la température moyenne annuelle observée sur la station météorologique la plus proche, située sur la commune de Lusignan à 5,32 km à vol d'oiseau, est de 12,1 °C et le cumul annuel moyen de précipitations est de 814,4 mm,. Pour l'avenir, les paramètres climatiques de la commune estimés pour 2050 selon différents scénarios d’émission de gaz à effet de serre sont consultables sur un site dédié publié par Météo-France en novembre 2022.

### Communes limitrophes
|                  | Boivre-la-Vallée |          |
| Curzay-sur-Vonne | Jazeneuil        | Lusignan |
|                  | Rouillé          |          |

## Urbanisme

### Typologie
Au 1er janvier 2024, Jazeneuil est catégorisée commune rurale à habitat dispersé, selon la nouvelle grille communale de densité à sept niveaux définie par l'Insee en 2022.
Elle est située hors unité urbaine. Par ailleurs la commune fait partie de l'aire d'attraction de Poitiers, dont elle est une commune de la couronne,. Cette aire, qui regroupe 97 communes, est catégorisée dans les aires de 200 000 à moins de 700 000 habitants,.

### Occupation des sols
L'occupation des sols de la commune, telle qu'elle ressort de la base de données européenne d’occupation biophysique des sols Corine Land Cover (CLC), est marquée par l'importance des territoires agricoles (84,4 % en 2018), une proportion sensiblement équivalente à celle de 1990 (84,5 %). La répartition détaillée en 2018 est la suivante : 
terres arables (67,7 %), forêts (14 %), zones agricoles hétérogènes (13,6 %), prairies (3,1 %), zones urbanisées (1,6 %). L'évolution de l’occupation des sols de la commune et de ses infrastructures peut être observée sur les différentes représentations cartographiques du territoire : la carte de Cassini (XVIIIe siècle), la carte d'état-major (1820-1866) et les cartes ou photos aériennes de l'IGN pour la période actuelle (1950 à aujourd'hui).

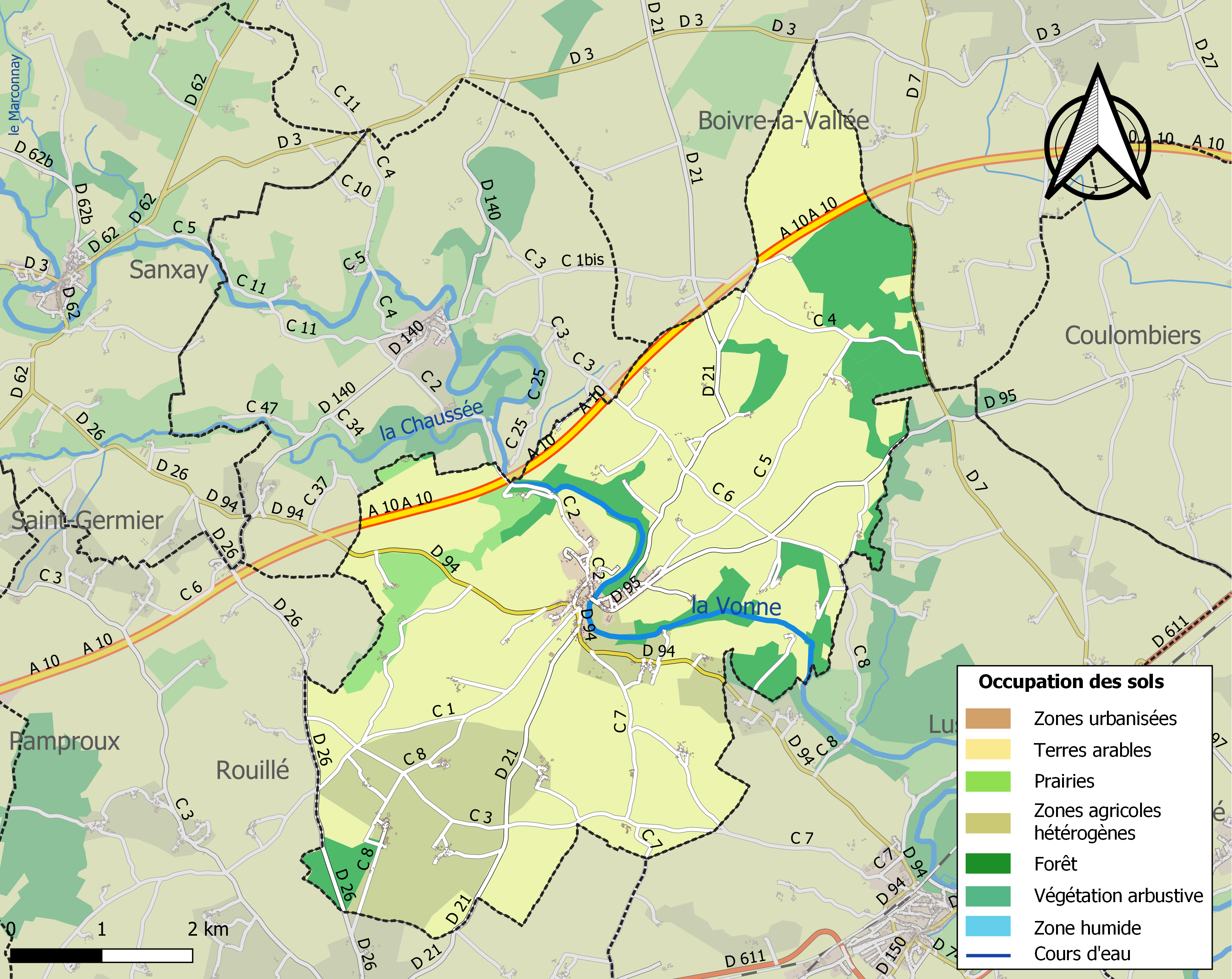
Carte des infrastructures et de l'occupation des sols de la commune en 2018 (CLC).

### Risques majeurs
Le territoire de la commune de Jazeneuil est vulnérable à différents aléas naturels : météorologiques (tempête, orage, neige, grand froid, canicule ou sécheresse), inondations, mouvements de terrains et séisme (sismicité modérée). Il est également exposé à un risque technologique,  le transport de matières dangereuses, et à un risque particulier : le risque de radon. Un site publié par le BRGM permet d'évaluer simplement et rapidement les risques d'un bien localisé soit par son adresse soit par le numéro de sa parcelle.

#### Risques naturels
Certaines parties du territoire communal sont susceptibles d’être affectées par le risque d’inondation par débordement de cours d'eau, notamment la Vonne. La commune a été reconnue en état de catastrophe naturelle au titre des dommages causés par les inondations et coulées de boue survenues en 1982, 1983, 1993, 1995, 1999, 2010 et 2011,.

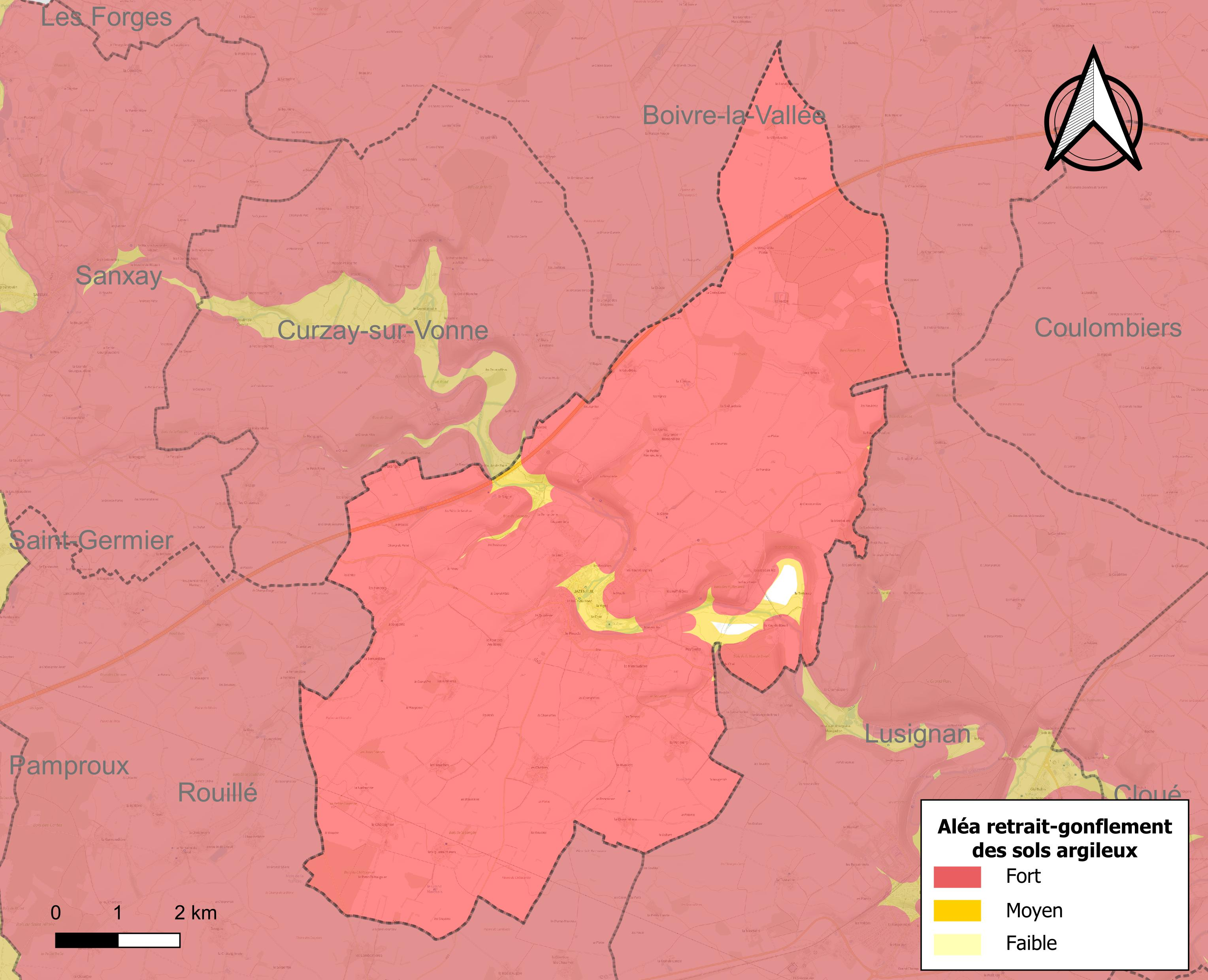
Carte des zones d'aléa retrait-gonflement des sols argileux de Jazeneuil.

Les mouvements de terrains susceptibles de se produire sur la commune sont des affaissements et effondrements liés aux cavités souterraines (hors mines) et des tassements différentiels. Afin de mieux appréhender le risque d’affaissement de terrain, un inventaire national permet de localiser les éventuelles cavités souterraines sur la commune. Le retrait-gonflement des sols argileux est susceptible d'engendrer des dommages importants aux bâtiments en cas d’alternance de périodes de sécheresse et de pluie. 99,6 % de la superficie communale est en aléa moyen ou fort (79,5 % au niveau départemental et 48,5 % au niveau national). Depuis le 1er octobre 2020, en application de la loi ÉLAN, différentes contraintes s'imposent aux vendeurs, maîtres d'ouvrages ou constructeurs de biens situés dans une zone classée en aléa moyen ou fort,.
La commune a été reconnue en état de catastrophe naturelle au titre des dommages causés par la sécheresse en 2017 et par des mouvements de terrain en 1999 et 2010.

#### Risque particulier
Dans plusieurs parties du territoire national, le radon, accumulé dans certains logements ou autres locaux, peut constituer une source significative d’exposition de la population aux rayonnements ionisants. Selon la classification de 2018, la commune de Jazeneuil est classée en zone 2, à savoir zone à potentiel radon faible mais sur lesquelles des facteurs géologiques particuliers peuvent faciliter le transfert du radon vers les bâtiments.

## Toponymie
Le nom de Jazeneuil pourrait provenir du patronyme « Zezinoialo », propriétaire d'une terre, le suffixe gaulois « -ialo » désignant un champ, une clairière.

## Histoire
Les Romains construisirent à Jazeneuil un aqueduc qui amenait l'eau de la grotte aux Fées à une villa romaine située à l'emplacement de l'actuel Logis de la Cour. trois fours à chaux furent construits également afin de permettre la construction d'un temple.
Les Casadéens s’installent à Jazeneuil en 1109.
Au XIIe siècle, le commerce se développe et il existe quatre foires à Jazeneuil. Au XIVe siècle, la guerre de Cent Ans apporte famine, épidémies, pillages et massacres. L'activité chute.
Le 16 novembre 1568, eut lieu la bataille de Jazeneuil. S'y affrontèrent les armées catholiques et protestantes aux alentours du Petit Breuil, non loin de Rouillé. Les troupes catholiques du duc de Montpensier avaient établi leur quartier général aux abords de la fontaine Saint-Macou. Les armées protestantes du prince de Condé tenaient garnison à Lusignan et établirent un camp au village du Châtaignier.
Au XVIIIe siècle, Jazeneuil compte 900 habitants. Le 25 février 1789, une assemblée générale a lieu, à l'issue de laquelle deux députés sont nommés pour assister à l'assemblée de Lusignan. Cette assemblée permet aux députés de rapporter les doléances des habitants de Jazeneuil.
Le 14 février 1790, la première municipalité est élue. Le premier maire se nommait Jean Guilloteau.
Dans les années 1850, une ligne de chemin de fer relie La Rochelle à Lusignan, ce qui permet aux habitants de s'ouvrir vers l'extérieur.
De 1880 à 1890, des écoles publiques de garçons et de filles sont construites. En 1893, s'ouvre un bureau télégraphique. Un tramway reliait Lencloître à Lusignan, la gare de Jazeneuil se situait au Pinacle.

## Politique et administration

### Liste des maires
| Période | Période | Identité         | Étiquette | Qualité |
| ------- | ------- | ---------------- | --------- | ------- |
|         |         |                  |           |         |
| 1983    | 1989    | Rémy Vierfond    | DVD       |         |
| 1989    | 1995    | Rémy Vierfond    | DVD       |         |
| 2001    | 2008    | Rémy Vierfond    | DVD       |         |
| 2008    | 2014    | Bernard Beaubeau |           |         |
| 2014    | 2020    | Claude Litt      |           |         |
| 2020    |         | Bernard Chauvet  |           |         |

### Instances judiciaires et administratives
La commune relève du tribunal d'instance de Poitiers, du tribunal de grande instance de Poitiers, de la cour d'appel  Poitiers, du tribunal pour enfants de Poitiers, du conseil de prud'hommes de Poitiers, du tribunal de commerce de Poitiers, du tribunal administratif de Poitiers et de la cour administrative d'appel  de  Bordeaux,  du tribunal des pensions de Poitiers, du tribunal des affaires de la Sécurité sociale de la Vienne, de la cour d’assises de la Vienne.

### Services publics
Les réformes successives de la Poste ont conduit à la fermeture de nombreux bureaux de poste ou à leur transformation en simple relais. Toutefois, la commune a pu maintenir le sien.

### Politique environnementale
Dans son palmarès 2024, le Conseil national de villes et villages fleuris de France a attribué une fleur à la commune.

## Démographie
L'évolution du nombre d'habitants est connue à travers les recensements de la population effectués dans la commune depuis 1793. Pour les communes de moins de 10 000 habitants, une enquête de recensement portant sur toute la population est réalisée tous les cinq ans, les populations de référence des années intermédiaires étant quant à elles estimées par interpolation ou extrapolation. Pour la commune, le premier recensement exhaustif entrant dans le cadre du nouveau dispositif a été réalisé en 2006.

En 2022, la commune comptait 797 habitants, en évolution de −1,73 % par rapport à 2016 (Vienne : +0,6 %, France hors Mayotte : +2,11 %).
| 1793 | 1800 | 1806 | 1821 | 1831 | 1836 | 1841  | 1846  | 1851  |
| ---- | ---- | ---- | ---- | ---- | ---- | ----- | ----- | ----- |
| 917  | 771  | 929  | 955  | 901  | 976  | 1 098 | 1 143 | 1 103 |

| 1856  | 1861  | 1866  | 1872  | 1876  | 1881  | 1886  | 1891  | 1896  |
| ----- | ----- | ----- | ----- | ----- | ----- | ----- | ----- | ----- |
| 1 122 | 1 115 | 1 152 | 1 109 | 1 077 | 1 168 | 1 134 | 1 182 | 1 134 |

| 1901  | 1906  | 1911  | 1921  | 1926  | 1931  | 1936 | 1946 | 1954 |
| ----- | ----- | ----- | ----- | ----- | ----- | ---- | ---- | ---- |
| 1 094 | 1 026 | 1 051 | 1 015 | 1 025 | 1 042 | 937  | 932  | 899  |

| 1962 | 1968 | 1975 | 1982 | 1990 | 1999 | 2006 | 2011 | 2016 |
| ---- | ---- | ---- | ---- | ---- | ---- | ---- | ---- | ---- |
| 823  | 794  | 659  | 683  | 694  | 764  | 786  | 857  | 811  |

| 2021 | 2022 | - | - | - | - | - | - | - |
| ---- | ---- | - | - | - | - | - | - | - |
| 792  | 797  | - | - | - | - | - | - | - |

En 2008, selon l’Insee, la densité de population de la commune était de 25 hab./km2 contre 61 hab./km2 pour le département, 68 hab./km2 pour la région Poitou-Charentes et 115 hab./km2 pour la France.

## Économie
Selon la direction régionale de l'Alimentation, de l'Agriculture et de la Forêt de Poitou-Charentes, il n'y a plus que 25 exploitations agricoles en 2010 contre 45 en 2000.
Les surfaces agricoles utilisées ont augmenté de 6 % et sont passées de 1 979 hectares en 2000 à 2 110 hectares en 2010. Ces chiffres indiquent une concentration des terres sur un nombre plus faible d’exploitations. Cette tendance est conforme à l’évolution  constatée sur tout le département de la Vienne puisque de 2000 à 2007, chaque exploitation a gagné en moyenne 20 hectares.
44 % des surfaces agricoles sont destinées à la culture des céréales (blé tendre essentiellement mais aussi orges et maïs), 27 % pour les oléagineux (colza et tournesol), 19 % pour le fourrage et 3 % reste en herbes. En 2000, un hectare (0 en 2010) était consacré à la vigne.
Sept exploitations en 2010 (contre 10 en 2000) abritent un élevage de bovins (822 têtes en 2010 contre 716 têtes en 2000). six exploitations en 2010 (contre 13 en 2000) abritent un élevage d'ovins (870 têtes en 2010 contre 873 têtes en 2000). L'élevage de volailles a connu une baisse importante : 1 254 têtes en 2000 répartis sur vingt fermes contre 192 têtes en 2010 répartis sur huit fermes.
L'élevage de chèvres a doublé en 10 ans : 743 têtes sur six fermes en 2000 pour 1 352 têtes en 2010 sur cinq fermes. La vocation laitière du troupeau est très forte. Moins de 2 % des élevages caprins sont non laitiers en 2000. La quasi-totalité de la production laitière, en constante augmentation (de 2000 à 2011 : + 44 %) est livrée à l’industrie agro-alimentaire soit 96 % des 485 000 hectolitres  récoltés dans l’ensemble du département de la Vienne en 2004. La production de fromage à la ferme reste très marginale et ne représente que 1 % de la production de lait et 6 % des fermes. 75 % des élevages sont basés sur un système de production de type hors sol, la surface agricole étant destinée essentiellement dans ce cas, à la production de fourrage. 75 % de ces exploitations  n’élèvent que des chèvres. Le dynamisme de cet élevage, l’accent porté sur la qualité des produits a permis d’obtenir  les AOC « chabichou du Poitou » et « Sainte Maure de Touraine » pour les fromages produits.

## Culture locale et patrimoine

### Lieux et monuments
- L'église Saint-Jean-Baptiste de Jazeneuil est romane. L'édifice a été classé au titre des monuments historiques en 1883[33]. Elle est du XIIe siècle. Elle est située au bord de la rivière et fut le siège d'un prieuré dépendant de la Chaise-Dieu. Bel équilibre du chevet aux baies en plein cintre en arcatures aveugles séparées par des contreforts en forme de colonnes. Les chapiteaux sont décorés de végétaux et d'animaux.
- La fontaine Saint-Macou est la résurgence d'une eau provenant d'une source située sous le chœur de l'église. Saint-Macou (ou Maclou ou Malo) a laissé son nom à différentes fontaines dans le Poitou. En effet, le saint était invoqué pour la guérison des enfants malades, plus particulièrement, les enfants rachitiques et fragiles appelés les macouins. La pratique consistait à immerger le petit malade quelques secondes dans la fontaine. Cette pratique a perduré jusqu'à la fin du XIXe siècle. Le culte de saint Macou était important. Sa statue de pierre le représentant en évêque se trouvait autrefois dans la chapelle de l'absidiole de l'église appelée chapelle Saint-Macou. La statue fut dérobée dans les années 1960. La fontaine a été restaurée en 1993.
- Le lavoir reçoit l'eau provenant de la fontaine de Saint-Macou. Puis l'eau se déverse dans la Vonne. Le lavoir a été reconstruit de neuf en 1993.
- La Maison poitevine est un musée permettant de découvrir les objets du quotidien d'autrefois, des poupées, des meubles... Elle est inscrite depuis 2010 au titre des monuments historiques[34].
- Le logis (ou château) de la Cour est inscrit comme Monument Historique depuis 1937 pour son élévation. C'est une demeure fortifiée du XVe siècle ou une maison forte plus qu’un château. Il occupe une position en surplomb des méandres de la Vonne. À l'intérieur de la cour, il est possible de voir un linteau représentant deux sirènes affrontées dans une couronne de feuillage. Cette sculpture daterait du XVIe siècle. Le logis de la Cour est implanté sur une ancienne villa romaine. Le jardin est un espace botanique et pédagogique dont la vocation est de faire découvrir les plantes tinctoriales.
- Le moulin de Mongoulin est un ancien moulin situé tout près de Jazeneuil. Sa toponymie apparait pour la première fois dans les textes médiévaux de 1458. En effet, après la guerre de Cent Ans, la deuxième moitié du XVe siècle marque un renouveau de l'activité meunière qui se traduit dans le paysage, par la construction de moulins sur la Vonne et ses affluents. Mongoulin a été le dernier moulin à fonctionner, jusqu'en 1954.
- La grotte aux Fées ou la source de la Roche Perrin se situe le long de la vallée de la Vonne[pas clair]. Elle se trouve dans un coteau au bord de la Vonne, sur sa rive gauche, à 700 m environ du pont franchissant la rivière dans le village.
- Le village de la Quinterie est un ancien fief relevant de Mauprié. Les textes citent le village dès le XIVe siècle. Son nom était alors La Gonterie. Puis, il devint au XVIIe siècle La Gontterye. Le village est intéressant pour son patrimoine bâti ancien et rural : grange-étable, maison poitevine, barrières en châtaignier.
- Le four à chaux des Amilières : les fours à chaux que l'on rencontre dans les pays calcaires sont de gros bâtiments créés pour pratiquer la calcination des pierres calcaires et les transformer en chaux. Ce matériau est nécessaire à la préparation du mortier indispensable à la construction. Mais la chaux sert aussi comme amendement des sols trop argileux. Le procédé est connu depuis l'Antiquité, mais les vestiges que l'on trouve dans le département de la Vienne, sont surtout le reflet d'une intense activité qui s'est écoulée du XVIIe siècle au XXe siècle. Les fours sont généralement bâtis près des carrières, utilisant au mieux une dénivellation, ou au pied d'une petite falaise. Leur élément essentiel est une chaudière. C'est un cylindre vertical de six à quinze mètres de haut qui s'appuie au relief. Cette chaudière est formée d'un volume creux ouvert vers le haut par un "gueulard", qui sert à l'enfournement des pierres à cuire et du combustible. Sa paroi intérieure est tapissée de briques réfractaires. La chaudière était garnie d'abord de paille et de menu bois pour la mise à feu. Puis se succédaient des couches alternées de pierres calcaires et de combustible jusqu'aux deux tiers de la hauteur. Le combustible était soit du bois, soit du charbon, soit de la tourbe. Lors de la combustion, la température atteignait 1000°. Lorsque les couches basses de pierres étaient calcinées, elles étaient évacuées par des bouches situées à moins d'un mètre de la base de la chaudière. Les couches supérieures s'effondraient à leur place, tandis qu'on rechargeait le haut par les gueulards. Les pierres de chaux qui sortaient du four, étaient de la chaux vive que l'on transformait en chaux éteinte en l'arrosant. Après le broyage par des meules, la chaux transformée en poudre pouvait alors être commercialisée. Les chaudières sont enveloppées dans un fort remblais de terre et de sable qui a pour fonction de maintenir la chaleur. Le tout était enserré dans une forte maçonnerie qui est la partie visible de l'édifice. Le tout était complété par une rampe d'accès qui menait à une plate-forme au niveau supérieur des chaudières où se situaient les gueulards.

### Personnalités liées à la commune
- Édouard Bergeon, journaliste et réalisateur français[35]